# Ferrari 246 F1
Ferrari 246 F1 je Ferrarijev dirkalnik Formule 1, ki je bil v uporabi v sezoni 1958, ko je z njim Mike Hawthorn osvojil naslov prvaka, Ferrari pa drugo mesto v konstruktorskem prvenstvu.
Ferrari 246 F1 je bil prvi dirkalnik Formule 1, ki je uporabljal motor V6. Motor je imel delovno prostornino 2417 cm³ in 65° kota med cilindri. Ferrari 246 F1 ni bil le prvi dirkalnik, ki je zmagal z motorjem V6 (Velika nagrada Francije), ampak tudi zadnji dirkalnik v zgodovini Formule 1 z motorjem spredaj, ki je dobil dirko Formule 1 (Velika nagrada Italije). 